# Grand Prix Formule 1 van Azerbeidzjan 2022
De Grand Prix Formule 1 van Azerbeidzjan 2022 werd verreden op 12 juni op het Baku City Circuit in Bakoe. Het was de achtste race van het seizoen.

## Vrije trainingen

### Uitslagen
- Enkel de top vijf wordt weergegeven.

| Vrije training 1 | Pos. | Nr. | Coureur          | Constructeur         | Tijd     |
| ---------------- | ---- | --- | ---------------- | -------------------- | -------- |
| Vrije training 1 | 1    | 11  | Sergio Pérez     | Red Bull Racing-RBPT | 1:45.476 |
| Vrije training 1 | 2    | 16  | Charles Leclerc  | Ferrari              | 1:45.603 |
| Vrije training 1 | 3    | 1   | Max Verstappen   | Red Bull Racing-RBPT | 1:45.810 |
| Vrije training 1 | 4    | 55  | Carlos Sainz jr. | Ferrari              | 1:46.012 |
| Vrije training 1 | 5    | 14  | Fernando Alonso  | Alpine-Renault       | 1:46.571 |
| Vrije training 2 | Pos. | Nr. | Coureur          | Constructeur         | Tijd     |
| Vrije training 2 | 1    | 16  | Charles Leclerc  | Ferrari              | 1:43.224 |
| Vrije training 2 | 2    | 11  | Sergio Pérez     | Red Bull Racing-RBPT | 1:43.472 |
| Vrije training 2 | 3    | 1   | Max Verstappen   | Red Bull Racing-RBPT | 1:43.580 |
| Vrije training 2 | 4    | 14  | Fernando Alonso  | Alpine-Renault       | 1:44.142 |
| Vrije training 2 | 5    | 55  | Carlos Sainz jr. | Ferrari              | 1:44.274 |
| Vrije training 3 | Pos. | Nr. | Coureur          | Constructeur         | Tijd     |
| Vrije training 3 | 1    | 11  | Sergio Pérez     | Red Bull Racing-RBPT | 1:43.170 |
| Vrije training 3 | 2    | 16  | Charles Leclerc  | Ferrari              | 1:43.240 |
| Vrije training 3 | 3    | 1   | Max Verstappen   | Red Bull Racing-RBPT | 1:43.449 |
| Vrije training 3 | 4    | 55  | Carlos Sainz jr. | Ferrari              | 1:43.596 |
| Vrije training 3 | 5    | 4   | Lando Norris     | McLaren-Mercedes     | 1:44.418 |

## Kwalificatie
Charles Leclerc behaalde de vijftiende pole position in zijn carrière.
| Pos.                                       | Nr. | Coureur          | Constructeur          | Kwalificatietijden | Kwalificatietijden | Kwalificatietijden | Grid |
| Pos.                                       | Nr. | Coureur          | Constructeur          | Q1                 | Q2                 | Q3                 | Grid |
| ------------------------------------------ | --- | ---------------- | --------------------- | ------------------ | ------------------ | ------------------ | ---- |
| 1                                          | 16  | Charles Leclerc  | Ferrari               | 1:42.865           | 1:42.046           | 1:41.359           | 1    |
| 2                                          | 11  | Sergio Pérez     | Red Bull Racing-RBPT  | 1:42.733           | 1:41.955           | 1:41.641           | 2    |
| 3                                          | 1   | Max Verstappen   | Red Bull Racing-RBPT  | 1:42.722           | 1:42.227           | 1:41.706           | 3    |
| 4                                          | 55  | Carlos Sainz jr. | Ferrari               | 1:42.957           | 1:42.088           | 1:41.814           | 4    |
| 5                                          | 63  | George Russell   | Mercedes              | 1:43.754           | 1:43.281           | 1:42.712           | 5    |
| 6                                          | 10  | Pierre Gasly     | AlphaTauri-RBPT       | 1:43.268           | 1:43.129           | 1:42.845           | 6    |
| 7                                          | 44  | Lewis Hamilton   | Mercedes              | 1:43.939           | 1:43.182           | 1:42.924           | 7    |
| 8                                          | 22  | Yuki Tsunoda     | AlphaTauri-RBPT       | 1:43.595           | 1:43.376           | 1:43.056           | 8    |
| 9                                          | 5   | Sebastian Vettel | Aston Martin-Mercedes | 1:43.279           | 1:43.268           | 1:43.091           | 9    |
| 10                                         | 14  | Fernando Alonso  | Alpine-Renault        | 1:44.083           | 1:43.360           | 1:43.173           | 10   |
| 11                                         | 4   | Lando Norris     | McLaren-Mercedes      | 1:44.237           | 1:43.398           |                    | 11   |
| 12                                         | 3   | Daniel Ricciardo | McLaren-Mercedes      | 1:44.437           | 1:43.574           |                    | 12   |
| 13                                         | 31  | Esteban Ocon     | Alpine-Renault        | 1:43.903           | 1:43.585           |                    | 13   |
| 14                                         | 24  | Zhou Guanyu      | Alfa Romeo-Ferrari    | 1:43.777           | 1:43.790           |                    | 14   |
| 15                                         | 77  | Valtteri Bottas  | Alfa Romeo-Ferrari    | 1:44.478           | 1:44.444           |                    | 15   |
| 16                                         | 20  | Kevin Magnussen  | Haas-Ferrari          | 1:44.643           |                    |                    | 16   |
| 17                                         | 23  | Alexander Albon  | Williams-Mercedes     | 1:44.719           |                    |                    | 17   |
| 18                                         | 6   | Nicholas Latifi  | Williams-Mercedes     | 1:45.367           |                    |                    | 18   |
| 19                                         | 18  | Lance Stroll     | Aston Martin-Mercedes | 1:45.371           |                    |                    | 19   |
| 20                                         | 47  | Mick Schumacher  | Haas-Ferrari          | 1:45.775           |                    |                    | 20   |
| Q1 107% tijd: 1:49.912. Bron: formula1.com |     |                  |                       |                    |                    |                    |      |

## Wedstrijd
Max Verstappen behaalde de vijfentwintigste Grand Prix-overwinning in zijn carrière.
| Pos.               | Nr. | Coureur          | Constructeur          | Rondes | Tijd / Oorzaak Uitval | Grid | Punten |
| ------------------ | --- | ---------------- | --------------------- | ------ | --------------------- | ---- | ------ |
| 1                  | 1   | Max Verstappen   | Red Bull Racing-RBPT  | 51     | 1:34:05.941           | 3    | 25     |
| 2                  | 11  | Sergio Pérez     | Red Bull Racing-RBPT  | 51     | +20.823               | 2    | 19S    |
| 3                  | 63  | George Russell   | Mercedes              | 51     | +45.995               | 5    | 15     |
| 4                  | 44  | Lewis Hamilton   | Mercedes              | 51     | +1:11.679             | 7    | 12     |
| 5                  | 10  | Pierre Gasly     | AlphaTauri-RBPT       | 51     | +1:17.299             | 6    | 10     |
| 6                  | 5   | Sebastian Vettel | Aston Martin-Mercedes | 51     | +1:24.099             | 9    | 8      |
| 7                  | 14  | Fernando Alonso  | Alpine-Renault        | 51     | +1:28.596             | 10   | 6      |
| 8                  | 3   | Daniel Ricciardo | McLaren-Mercedes      | 51     | +1:32.207             | 12   | 4      |
| 9                  | 4   | Lando Norris     | McLaren-Mercedes      | 51     | +1:32.556             | 11   | 2      |
| 10                 | 31  | Esteban Ocon     | Alpine-Renault        | 51     | +1:48.184             | 13   | 1      |
| 11                 | 77  | Valtteri Bottas  | Alfa Romeo-Ferrari    | 50     | +1 ronde              | 15   |        |
| 12                 | 23  | Alexander Albon  | Williams-Mercedes     | 50     | +1 ronde              | 17   |        |
| 13                 | 22  | Yuki Tsunoda     | AlphaTauri-RBPT       | 50     | +1 ronde              | 8    |        |
| 14                 | 47  | Mick Schumacher  | Haas-Ferrari          | 50     | +1 ronde              | 20   |        |
| 15                 | 6   | Nicholas Latifi  | Williams-Mercedes     | 50     | +1 ronde *            | 18   |        |
| 16 †               | 18  | Lance Stroll     | Aston Martin-Mercedes | 46     | Vibratie              | 19   |        |
| DNF                | 20  | Kevin Magnussen  | Haas-Ferrari          | 31     | Motor                 | 16   |        |
| DNF                | 24  | Zhou Guanyu      | Alfa Romeo-Ferrari    | 23     | Hydraulica            | 14   |        |
| DNF                | 16  | Charles Leclerc  | Ferrari               | 21     | Motor                 | 1    |        |
| DNF                | 55  | Carlos Sainz jr. | Ferrari               | 8      | Hydraulica            | 4    |        |
| Bron: formula1.com |     |                  |                       |        |                       |      |        |

S Sergio Pérez reed voor de negende keer in zijn carrière een snelste ronde en behaalde hiermee een extra punt.

†0 Lance Stroll haalde de finish niet, maar heeft wel 90% van de race-afstand afgelegd, waardoor hij wel geklasseerd werd.

* Nicholas Latifi kreeg een tijdstraf van vijf seconden voor het negeren van blauwe vlaggen.

## Tussenstanden wereldkampioenschap
Betreft tussenstanden voor het wereldkampioenschap na afloop van de race.

### Coureurs
| Pos. | Nr. | Coureur          | Constructeur         | Punten |
| ---- | --- | ---------------- | -------------------- | ------ |
| 1    | 1   | Max Verstappen   | Red Bull Racing-RBPT | 150    |
| 2    | 11  | Sergio Pérez     | Red Bull Racing-RBPT | 129    |
| 3    | 16  | Charles Leclerc  | Ferrari              | 116    |
| 4    | 63  | George Russell   | Mercedes             | 99     |
| 5    | 55  | Carlos Sainz jr. | Ferrari              | 83     |
| 6    | 44  | Lewis Hamilton   | Mercedes             | 62     |
| 7    | 4   | Lando Norris     | McLaren-Mercedes     | 50     |
| 8    | 77  | Valtteri Bottas  | Alfa Romeo-Ferrari   | 40     |
| 9    | 31  | Esteban Ocon     | Alpine-Renault       | 31     |
| 10   | 10  | Pierre Gasly     | AlphaTauri-RBPT      | 16     |

### Constructeurs
| Pos. | Constructeur          | Punten |
| ---- | --------------------- | ------ |
| 1    | Red Bull Racing-RBPT  | 279    |
| 2    | Ferrari               | 199    |
| 3    | Mercedes              | 161    |
| 4    | McLaren-Mercedes      | 65     |
| 5    | Alpine-Renault        | 47     |
| 6    | Alfa Romeo-Ferrari    | 41     |
| 7    | AlphaTauri-RBPT       | 27     |
| 8    | Haas-Ferrari          | 15     |
| 9    | Aston Martin-Mercedes | 15     |
| 10   | Williams-Mercedes     | 3      |